# Torneio Início da Bahia de 1926
O Torneio Início da Bahia de 1926 foi a oitava edição do Torneio Início da Bahia, realizado em 28 de fevereiro de 1926. Essa foi a primeira edição do Torneio Início vencido pelo Vitória que na época se chamava Sport Club Victoria.
O torneio foi disputado por sete equipes que se enfrentam no sistema de mata-mata, dividido em três fases. Os três vencedores na primeira fase se enfrentam na segunda, mas o Victoria e os dois triunfantes seguem na disputa, assim formando a final.

## Participantes
- Associação Atlética da Bahia
- Club Bahiano de Tênis
- Botafogo Sport Club
- Yankee Foot-Ball Club
- Sport Club Ypiranga
- Fluminense Foot-Ball Club
- Sport Club Victoria

## Primeira Fase
Fluminense 2 x 0 Yankee
Botafogo 1 x 1 Bahiano de Tênis (escanteios: 3x0)
Associação Atlética 1 x 1 Ypiranga (escanteios: 2x0)

## Segunda Fase
Victoria 0 x 0 Fluminense (escanteios: 2x0)
Associação Atlética 1 x 0 Botafogo

## Terceira Fase - Final
Victoria 0 x 0 Associação Atlética (escanteios: 1x 0)
Local: Estádio da Graça, Salvador-BA
Victoria: De-Vecchi, Péricles e Affonso; Anisio, Gaspar e Neco;
Armindo, Liberato, Nevecinio, Mila e Firmino.
Associação: Teixeira Gomes, Pedro e Santinho; Mica, Saes e Nicanor;
Pinima, João Martins, Ross, Tod e Esdron.
- Sport Club Victoria: Campeão do Torneio Início do Campeonato Baiano 1926

Premiação:
- Ao Fluminense, vencedor do 1º encontro: Taça Aliança da Bahia
- Ao Botafogo, vencedor do 2º encontro: Bronze Associação Comercial
- À Associação, vencedora do 3º encontro: Bronze Linha Circular
- Ao Victoria, vencedor do 4º encontro: Taça da Desportiva Bahiana
- À Associação, vencedora do 5º encontro: Taça Intendente da Capital
- Ao Victoria, campeão: Taça Governado do Estado